# Pierre Pellizza
Pierre Pellizza, né le 10 juillet 1917 à Lourdes et mort le 8 juin 1974 à Louisville dans le Kentucky, est un joueur de tennis français des années 1930 et 1940. Il possède la nationalité américaine depuis 1948.

## Carrière
Il est le frère ainé d'Henri Pellizza, 25 fois champion de France de badminton. Il a principalement vécu dans le Kentucky avec sa femme Maria Meyer et son fils Mike.
Il participe à ses premiers tournois dits du Grand Chelem à la fin des années 1930. En 1939, il s'impose à Monte-Carlo contre son principal rival et ami de l'époque, Yvon Petra, puis au Championnat de France de tennis en salle contre Roderich Menzel.
C'est après la Seconde Guerre Mondiale, en 1946, qu'il révèle l'étendue de son talent. Il remporte tout d'abord les tournois de Monte-Carlo et Nice à chaque fois face à Petra qui est aussi son partenaire de double, avant que ce dernier ne prenne sa revanche lors du tournoi international de Paris. En Grand Chelem, il réalise les deux meilleures performances de sa carrière en atteignant les quarts de finale à Roland-Garros où il s'incline contre Tom Brown (6-2, 6-2, 6-3) et à Wimbledon après avoir écarté Dragutin Mitić, tête de série n°6. En fin d'année, il effectue une tournée aux États-Unis où il atteint notamment les quarts de finale à Newport et les huitièmes de finale à l'US Open.
En 1947, il est de nouveau en quart de finale à Roland-Garros grâce à des victoires sur Enrique Morea et Philippe Washer mais échoue encore une fois contre Tom Brown (7-5, 6-1, 6-2). À Wimbledon, il est huitième de finaliste. Il remporte en août le tournoi de Deauville contre Marcel Bernard. En 1948, il s'installe aux États-Unis où il devient professionnel au Louisville Country Club puis membre de l'United States Tennis Association.
Joueur de Coupe Davis entre 1938 et 1947, il a été classé n°3 français en 1946 et 1947, derrière Petra et Marcel Bernard.

## Palmarès

### Titres en simple
|   | Date | Nom et lieu du tournoi                | Surface      | Finaliste       | Score                |
| - | ---- | ------------------------------------- | ------------ | --------------- | -------------------- |
| 1 | 1939 | Tournoi de Monte-Carlo, Monte-Carlo   | terre battue | Yvon Petra      | 6-8, 6-3, 6-4, 6-2   |
| 2 | 1939 | Championnat de France en salle, Paris | parquet      | Roderich Menzel | 4-6, 6-2, 6-2, 6-1   |
| 3 | 1944 | Tournoi de Nice, Nice                 | terre battue | Henri Pellizza  | 6-2, 5-7, 6-3        |
| 4 | 1944 | Championnat de Cannes, Cannes         | terre battue | Jacques Peten   | 8-6, 6-4             |
| 5 | 1945 | Montreux Palace, Montreux             | terre battue | René Buser      | 6-3, 6-1, 4-6, 7-5   |
| 6 | 1946 | Tournoi de Nice, Nice                 | terre battue | Yvon Petra      | 12-10, 5-7, 6-0, 6-1 |
| 7 | 1946 | Tournoi de Monte-Carlo, Monte-Carlo   | terre battue | Yvon Petra      | 6-3, 6-2, 4-6, 6-3   |
| 8 | 1947 | Tournoi de Deauville, Deauville       | terre battue | Marcel Bernard  | 6-1, 6-1             |

### Finales en simple
|   | Date | Nom et lieu du tournoi                    | Surface      | Finaliste  | Score                   |
| - | ---- | ----------------------------------------- | ------------ | ---------- | ----------------------- |
| 1 | 1946 | Championnat international de Paris, Paris | terre battue | Yvon Petra | 6-8, 5-7, 6-2, 6-3, 7-5 |
| 2 | 1946 | Tournoi de Deauville, Deauville           | terre battue | Yvon Petra | 6-2, 3-6, 6-3           |

## Parcours dans les tournois duGrand Chelem

### En simple
| Année | Open d'Australie | Open d'Australie | Internationaux de France | Internationaux de France | Wimbledon      | Wimbledon | US Open       | US Open    |
| ----- | ---------------- | ---------------- | ------------------------ | ------------------------ | -------------- | --------- | ------------- | ---------- |
| 1935  | —                | —                | 2e tour (1/32)           | W. Hines                 | —              | —         | —             | —          |
| 1936  | —                | —                | 3e tour (1/16)           | M. Bernard               | 3e tour (1/16) | J. Jones  | 1/8 de finale | B. Grant   |
| 1937  | —                | —                | 3e tour (1/16)           | H. Henkel                | —              | —         | —             | —          |
| 1938  | —                | —                | 1er tour (1/64)          | O. Anderson              | —              | —         | —             | —          |
| 1946  | —                | —                | 1/4 de finale            | Tom Brown                | 1/4 de finale  | J. Drobný | 1/8 de finale | W. McNeill |
| 1947  | —                | —                | 1/4 de finale            | Tom Brown                | 1/8 de finale  | G. Brown  | —             | —          |
| 1957  | —                | —                | 1er tour (1/64)          | A. Gimeno                | —              | —         | —             | —          |

N.B. : à droite du résultat se trouve le nom de l'ultime adversaire.